# Ĝ
Ĝ (gemenform: ĝ) är den latinska bokstaven G med en cirkumflex accent över. Ĝ används i esperanto där den representerar konsonantljudet [dʒ] (som j i engelska joy). Om ĝ inte finns tillgänglig kan man skriva gx. 
I aleutiska uttalas Ĝ [ʁ] (tonande uvular frikativa). För en tonlös uvular frikativa (IPA: [χ]) skrivs X̂.